# Burg Lutterberg
Die Burg Lutterberg ist eine abgegangene Höhenburg auf dem Hausberg in Bad Lauterberg im Landkreis Göttingen in Niedersachsen. Sie wurde ab 1180 errichtet und 1415 in einer Fehde zerstört. Der Name der Burg leitet sich vom Ort Lauterberg ab, der bis 1530 Lutterberg lautete. Der Burgplatz ist in jüngerer Zeit durch eine Gaststätte überbaut worden.

## Beschreibung
Die Burg befand sich auf der Kuppe des Hausbergs auf 420 m ü. NHN. Das ovale Burgareal hatte eine Ausdehnung von 30 × 60 Meter. Es war von einem Ringgraben mit Vorwall umgeben. Erhalten haben sich geringe Reste der Ringmauer und ein Brunnen im Norden, zu dessen Einbeziehung der Vorwall eine Ausbuchtung besitzt. Der Innenraum ist heute durch eine Gaststätte überbaut, die Innenbebauung ist somit zerstört und nicht bekannt.

## Geschichte

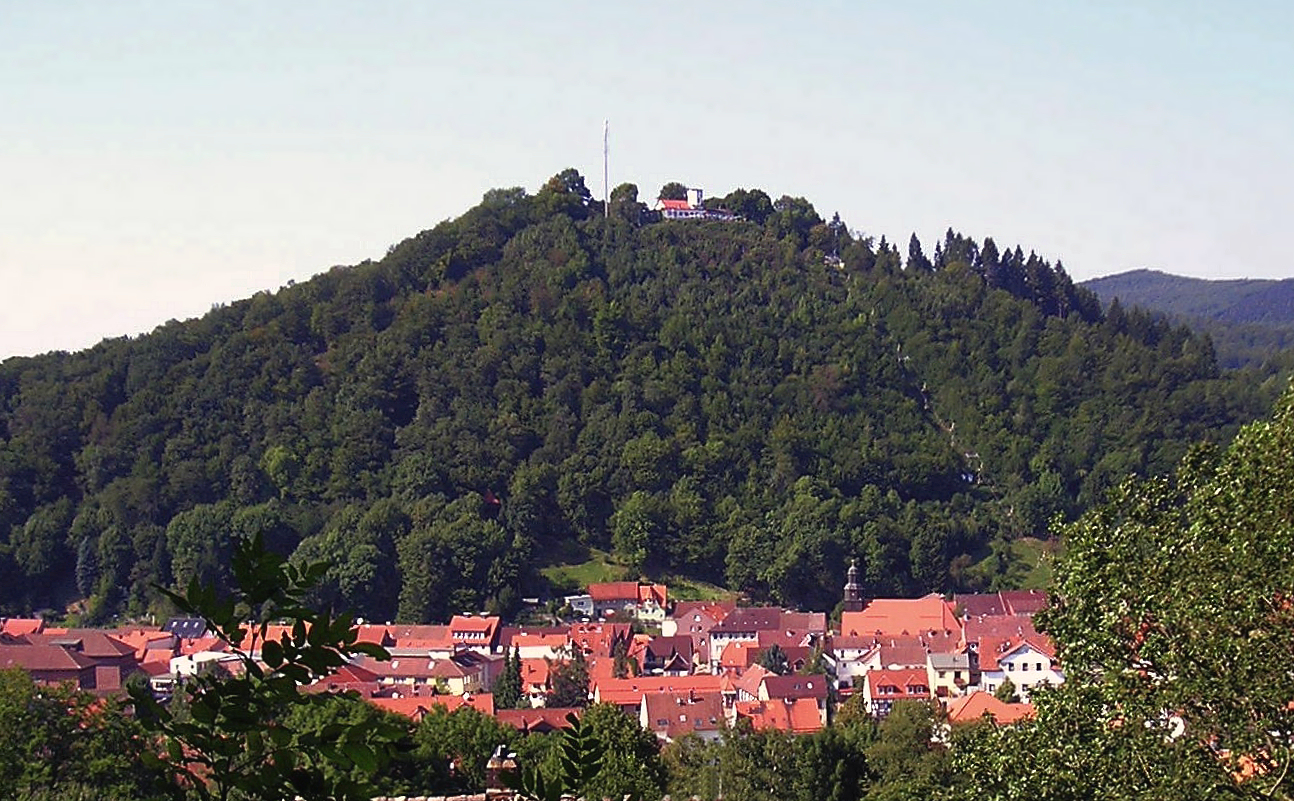
Hausberg und Bad Lauterberg

1180 begann Graf Siegebodo II. aus Scharzfeld mit dem Bau der Burg. Danach nannte er sich ab 1183 „Graf von Scharzfeld und Lutterberg“. Die 1190 erstmals erwähnte Burg wurde zum Stammsitz der Grafen von Scharzfeld-Lutterberg. 1203 wird die Burg zusammen mit anderen Burgen im Harzer Umland im Erbteilungsvertrag der Söhne Heinrichs des Löwen genannt und Otto IV. zugesprochen. Nachdem Heidenreich I. als Sohn von Siegebodo II. kinderlos verstorben war, erbte Burchard von Scharzfeld die Burg und führte die Linie der Grafen von Lutterberg fort. Nach ihrem Erlöschen um 1400 gaben die Herzöge von Braunschweig-Grubenhagen das heimgefallene Lehen an die Grafen von Hohnstein. 1415 wurde die Burg bei einer Fehde zwischen dem Grubenhagenschen Herzog Erich I. und den Grafen von Hohnstein zerstört. 1417 soll Erich I. ihnen den Wiederaufbau der Burg genehmigt haben. Ob dies geschehen ist, ist nicht bekannt. Eine weitere Zerstörung wird im Jahr 1500 vermutet, als Philipp I. gegen den Grafen Ernst von Mansfeld kämpfte. Danach wird die Burg 1530 noch in einem Lehnsbrief genannt, war aber wohl nicht mehr bewohnbar. 1587 wird sie nicht mehr in einer Liste der Schlösser des Herzogtums Braunschweig-Wolfenbüttel aufgeführt. Der Ort Lauterberg fiel nach dem Erlöschen des Geschlechts derer von Hohnstein 1593 an die Welfen.
Die Burgseilbahn Bad Lauterberg verbindet heute die Stadtmitte von Bad Lauterberg mit dem Hausberg.